# اوپلانیچی
اوپلانیچی (به صربی: Oplanići) یک منطقهٔ مسکونی در صربستان است که در کرالیفو واقع شده‌است. اوپلانیچی ۸۹۹ نفر جمعیت دارد.